# Walter Pratt
Pour les articles homonymes, voir Pratt.
Temple de la renommée : 1966
Walter Pratt, dit Babe, (né le 7 janvier 1916 à Stony Mountain dans le Manitoba Canada - mort le 16 décembre 1988) est un joueur canadien et un entraîneur professionnel de hockey sur glace. Il a évolué au poste de défenseur au milieu du XXe siècle.

## Carrière
Il remporte la Coupe Stanley en 1940 avec les Rangers de New York puis en 1944-1945 avec les Maple Leafs de Toronto. Il remporte le trophée Hart du meilleur joueur de la saison en 1944. Il est intronisé au Temple de la renommée du hockey en 1966 et fut classé en 1998 à la 96e position des 100 meilleurs joueurs de l'histoire de la LNH par le magazine The Hockey News.
En janvier 1946, il est accusé de parier sur les matchs de hockey et est suspendu immédiatement par la LNH. Il admet jouer sur les matchs mais nie le faire contre son équipe. Il promet d'arrêter les paris et réintègre la LNH avec les Maple Leafs de Toronto.

## Vie personnelle
Il est le père du joueur de hockey de la LNH, Tracy Pratt.

## Statistiques
| Saison     | Équipe                                 | Ligue      |     | Saison régulière | Saison régulière | Saison régulière | Saison régulière | Saison régulière |    | Séries éliminatoires | Séries éliminatoires | Séries éliminatoires | Séries éliminatoires | Séries éliminatoires |
| Saison     | Équipe                                 | Ligue      | PJ  | B                | A                | Pts              | Pun              | PJ               | B  | A                    | Pts                  | Pun                  |                      |                      |
| 1935-1936  | Rangers de New York                    | LNH        | 17  | 1                | 1                | 2                | 16               | --               | -- | --                   | --                   | --                   |                      |                      |
| 1935-1936  | Ramblers de Philadelphie               | CAHL       | 28  | 7                | 8                | 15               | 48               |                  |    |                      |                      |                      |                      |                      |
| 1936-1937  | Rangers de New York                    | LNH        | 47  | 8                | 7                | 15               | 23               | 9                | 3  | 1                    | 4                    | 11                   |                      |                      |
| 1937-1938  | Rangers de New York                    | LNH        | 47  | 5                | 14               | 19               | 56               | 2                | 0  | 0                    | 0                    | 2                    |                      |                      |
| 1938-1939  | Rangers de New York                    | LNH        | 48  | 2                | 19               | 21               | 20               | 7                | 1  | 2                    | 3                    | 9                    |                      |                      |
| 1939-1940  | Rangers de New York                    | LNH        | 48  | 4                | 13               | 17               | 61               | 12               | 3  | 1                    | 4                    | 18                   |                      |                      |
| 1940-1941  | Rangers de New York                    | LNH        | 47  | 3                | 17               | 20               | 52               | 3                | 1  | 1                    | 2                    | 6                    |                      |                      |
| 1941-1942  | Rangers de New York                    | LNH        | 47  | 4                | 24               | 28               | 65               | 6                | 1  | 3                    | 4                    | 34                   |                      |                      |
| 1942-1943  | Maple Leafs de Toronto                 | LNH        | 40  | 12               | 25               | 37               | 44               | 6                | 1  | 2                    | 3                    | 8                    |                      |                      |
| 1942-1943  | Rangers de New York                    | LNH        | 4   | 0                | 2                | 2                | 6                | --               | -- | --                   | --                   | --                   |                      |                      |
| 1943-1944  | Maple Leafs de Toronto                 | LNH        | 50  | 17               | 40               | 57               | 30               | 5                | 0  | 3                    | 3                    | 4                    |                      |                      |
| 1944-1945  | Maple Leafs de Toronto                 | LNH        | 50  | 18               | 23               | 41               | 39               | 13               | 2  | 4                    | 6                    | 8                    |                      |                      |
| 1945-1946  | Maple Leafs de Toronto                 | LNH        | 41  | 5                | 20               | 25               | 36               | --               | -- | --                   | --                   | --                   |                      |                      |
| 1946-1947  | Bears de Hershey                       | LAH        | 21  | 5                | 10               | 15               | 23               |                  |    |                      |                      |                      |                      |                      |
| 1946-1947  | Bruins de Boston                       | LNH        | 31  | 4                | 4                | 8                | 25               | --               | -- | --                   | --                   | --                   |                      |                      |
| 1947-1948  | Barons de Cleveland - Bears de Hershey | LAH        | 52  | 3                | 18               | 21               | 47               |                  |    |                      |                      |                      |                      |                      |
| 1948-1949  | Royals de New Westminster              | PCHL       | 63  | 18               | 48               | 66               | 64               | 12               | 1  | 8                    | 9                    | 10                   |                      |                      |
| 1949-1950  | Royals de New Westminster              | PCHL       | 59  | 8                | 29               | 37               | 56               | 18               | 2  | 6                    | 8                    | 22                   |                      |                      |
| 1950-1951  | Royals de New Westminster              | PCHL       | 65  | 8                | 15               | 23               | 54               | 7                | 0  | 0                    | 0                    | 4                    |                      |                      |
| 1951-1952  | Rockets de Tacoma                      | PCHL       | 63  | 7                | 31               | 38               | 20               | 5                | 0  | 1                    | 1                    | 0                    |                      |                      |
| Totaux LNH | Totaux LNH                             | Totaux LNH | 517 | 83               | 209              | 292              | 473              | 63               | 12 | 17                   | 29                   | 100                  |                      |                      |

## Honneurs et récompenses
- Meilleur buteur de la MJHL en 1934 et 1935.
- Vainqueur de la Coupe Turnbull (MJHL) en 1934.
- Vainqueur de la Coupe Stanley en 1940 et 1945.
- Vainqueur de la Coupe Calder en 1947.
- Première équipe d'étoiles de la LNH en 1944.
- Vainqueur du Trophée Hart en 1944.
- Deuxième équipe d'étoiles de la LNH en 1945.
- Intronisé au temple de la renommée du hockey en in 1966.
- Intronisé au Manitoba Sports Hall of Fame and Museum en 1990.